# クルド人マフィア
クルド人マフィアは、クルド民族で構成される組織的犯罪集団の総称である。クルド人犯罪集団は世界各地で活動しており、特にトルコ、ヨーロッパ、時には中東で活動することもある。

## 背景
クルド人組織犯罪のルーツはイスラム以前の盗賊行為にある。クルド人部族は、自分たちの土地を通過する外国人を襲って金品を奪い、また、近隣諸国の村を襲撃した後、辿り着くのが困難な山奥に戻った 。 
イスラム教以前のアラム語の資料には、クルド人が教会や修道院を襲撃したことが記述されている。
その後、多くのクルド人がイスラム教を受け入れたが、彼らは自分たちの土地に侵入した他のイスラム教徒を含む外国人を攻撃し続け、ラシードゥンからオスマン帝国までのイスラム国家がクルディスタンを支配していた一方で、当局がクルド人部族との深い対立に関与することを望まないか関与しなかったため、クルド人はある程度の自治を享受していた。クルド人は自分たちの土地を無傷で迂回するために、旅人に税の支払いを要求した 。
ヤークート・アル＝ハマウィーは、「クルド人は周囲の山々に留まり、旅行者を恐怖に陥れ、盗み、略奪する。威嚇、攻撃、逮捕は、クルド人の本性に染み付いているため、どうやっても彼らを止めることはできない」と述べている。歴史学で、クルド人は暴力と関連づけられることが多い存在である。トルコのケマリズム、イランのパフラヴィー朝は、クルド人を都市化し、定住化させ、部族制度を緩め、大部分の暴力が終焉を迎えた。

## 歴史
クルド人犯罪集団はクルディスタン全土のクルド人によって運営されているが、その大部分はトルコ国籍クルド人である。犯罪グループの中には、部族の慣習に従って活動を行うものもある。クルド人マフィアの主な収入源は、麻薬や武器の密売、殺人の請負だと言われている 。クルド人マフィアはまた、金と引き換えにヨーロッパに移民を密入国させており、重火器を所持していることでも知られている。クルド人マフィアはヨーロッパ全土で武器やハードドラッグを密輸しており、スレイマン・ソユルは彼らがPKKのために年間15億米ドル以上を稼いでいると非難している。イギリス警察の報告書は、ロンドンのクルド人ギャングであるトッテナム・ボーイズが彼らの利益をPKKに流していたことを明らかにした。
アフガニスタンはクルド人マフィアの拠点だった。クルド人犯罪者はアフガニスタンからイラン・クルディスタン、イラク・クルディスタン、シリア・クルディスタンにアヘンを密輸し、後にトルコ・クルディスタンに密輸し、バルカン半島を経由して西ヨーロッパやロシアに輸送していた。2015年、アフガニスタン産アヘンのクルド人マフィアによる密売はトルコのクルディスタンにおける騒乱によって中断された。トルコ警察はその過程でクルド人マフィアを取り締まった。 タリバンは税金と引き換えにクルド人マフィアにアヘンを供給し、そのアヘンはクルドの民間人には売らず、ヨーロッパ人かロシア人だけに売るという保証を与えていた。 クルド人マフィアもPKKに彼らの領土を通過するための税金を支払っていた。
タリバンは反政府活動中、アヘン取引を容認していたにもかかわらず、2022年に新しい改革の一環として禁止した。クルド人マフィアもイランとトルコの国境を両側からパトロールし、アフガニスタンからの移民をお金と引き換えにイスタンブールなどのトルコの都市に密入国させていた。
クルド人マフィアはスウェーデンでも活動しており、麻薬取引に大きく関与しているが、爆弾テロ、暗殺、強盗、暴行にも関与している。
アルバニア系マフィアが以前は密入国者ビジネスを支配していたが、後にクルド系マフィアがこのビジネスを引き継ぎ、数年後の2021年のタリバンによる占拠後の難民危機を受けて、アフガニスタン人犯罪者がこのビジネスを支配するようになった。
2022年後半、クルド人マフィアはフランスのカレーにいくつかの収容場所を構え、密輸した移民を収容していた。約1,500人が収容されている非常に危険な場所もあり、ある移民はクルド人マフィアが収容キャンプと密輸ルートの両方を支配していることを確認している。
アメリカのテネシー州ナッシュビルでは、1990年代から2000年代にかけてクルド人組織犯罪者が活動を開始した。彼らの主な行動は麻薬の流通と武装強盗だった。メトロ・ナッシュビル警察初のクルド人警官であったジヤイ・スレイマンは、ギャングを援助したとして2018年に逮捕された。
ドイツ国内のクルド人マフィア・ギャングは、ドイツの実業家を恐喝し、保護と引き換えに毎月税金を納めさせ、「俺たちの方が数で勝っている 」と警察を脅すことさえあるという。ドイツ当局は、街頭がクルド人デモ隊で埋め尽くされ、警察が動くのを許さないことを恐れて、クルド人マフィアのリーダーを標的にすることを避けていた。暴動や報復を恐れて、クルド人の逮捕を避けた自治体もあった。

## 著名なクルド人マフィア
- フセイン・バイバシン（英語版）
- アスラン・ウソヤン（英語版）
- ラワ・マジッド（英語版）
- バルザン・ティリ・チョリ（英語版）
- サヴァシュ・ブルダン（英語版）
- ベーチェット・カントゥルク（英語版）
- アリ・ヤサク（英語版）
- アドナン・ユルドゥルム（英語版）
- ハチ・カライ（英語版）
- メフメット・アリ・ヤプラク（英語版）